# Кусеево
Кусе́ево (баш. Күсей) — село в Баймакском районе Республики Башкортостан Российской Федерации. Центр Кусеевского сельсовета.

## География
Расположено на реке Магнитный ключ (бассейн реки Большой Кизил).

### Географическое положение
Расстояние до:
- районного центра (Баймак): 84 км,
- ближайшей железнодорожной станции (Сибай): 47 км.

## История
Основано башкирами, предположительно д. 2-е Иткулово Бурзянской волости Ногайской дороги на собственных землях под названием Биккузино, известно с 1749 года (по другим данным, с 1737 года). В 1795 году зафиксировано под современным названием по имени первопоселенца (известен его сын Аиткужа Кусиев). С 2005 года имеет современный статус.
Занимались скотоводством, земледелием. В 1900 году зафиксированы медресе, водяная мельница.
Статус села деревня приобрела согласно Закону Республики Башкортостан от 20 июля 2005 года № 211-з «О внесении изменений в административно-территориальное устройство Республики Башкортостан в связи с образованием, объединением, упразднением и изменением статуса населенных пунктов, переносом административных центров», ст.1:

5. Изменить статус следующих населенных пунктов, установив тип поселения — село:

4) в Баймакском районе:

е) деревни Кусеево Кусеевского сельсовета;

## Население
| 2002 | 2009 | 2010 |
| ---- | ---- | ---- |
| 516  | ↘508 | ↘450 |

Историческая численность населения: в 1795 во 20 дворах проживало 143 чел.; в 1866 в 50 дворах — 394 чел.; в 1900—529; 1920—646; 1939—738; 1959—372; 1989—462; 2002—516; 2010—450.
Национальный состав
Согласно переписи 2002 года большинство населения — башкиры.

## Инфраструктура
Есть средняя школа, детский сад, фельдшерско‑акушерский пункт, клуб, библиотека.

## Религия
В селе есть мечеть.

## Достопримечательности
В 3 км озеро Ялангаскуль.

## Люди, связанные с селом
- Баязитова, Зифа Гаязовна (р. 1951) — артистка Сибайского драматического театра, народная артистка РБ (1998).
- Галлямов, Абдрахман Абдрахимович (1926 — 1989) — кандидат педагогических наук (1967), заслуженный учитель школы Башкирской АССР (1967).
- Гарипова, Тансулпан Хизбулловна (род. 1947) — народный писатель Республики Башкортостан (2018), лауреат премии им. С. Юлаева (2006), заслуженный работник культуры Башкортостана (1994).
- Игебаев, Абдулхак Хажмухаметович (1930 — 2016) — советский и российский башкирский поэт, народный поэт Башкортостана.
- Миннигулов, Тафтизан Тагирович (1922 — 1943) — участник Великой Отечественной войны, Герой Советского Союза (1944).